# Las Alcubillas Altas
Las Alcubillas Altas es una localidad y pedanía española perteneciente al municipio de Alboloduy, en la provincia de Almería. Está situada en la parte nororiental de la comarca de la Alpujarra Almeriense. Anexo a esta localidad se encuentra el núcleo de Las Alcubillas, en Gérgal, y un poco más alejados están La Estación, Los Navarros, Gérgal capital y Fuente Santa
Las Alcubillas Altas se enmarca muy próxima al paraje natural del Desierto de Tabernas, a la derecha de la vía del ferrocarril Linares-Almería.
Su nombre engloba a tres núcleos de población cercanos entre sí: Las Alcubillas, Las Alcubillas Altas y Las Alcubillas Bajas. Las dos primeras están situadas en la parte superior siguiendo el curso de la rambla de las Alcubillas. El tercero se encuentra aproximadamente un kilómetro más abajo, y es un despoblado desde la década de 1990. Las Alcubillas Altas y Las Alcubillas conforman una unidad urbana divida en dos por la mencionada rambla, cuyo cauce funciona como línea divisoria no sólo entre los términos municipales de Alboloduy —margen derecha— y Gérgal —margen izquierda—, sino también entre las comarcas de la Alpujarra Almeriense y la Los Filabres-Tabernas.

## Historia
El 15 de noviembre de 1945 se produjo cerca de Las Alcubillas Altas una de las mayores catástrofes ferroviarias de la historia de España. Dos trenes, uno de mercancías —conocido como "el Uvero" por el transporte de centenares de toneles con uva, en sentido Linares— y otro de viajeros —que transportaba unas trescientas personas, en sentido Almería—, colisionaron sobre la una de la madrugada entre las estaciones de Fuente Santa y Gérgal. En el accidente hubo cuarenta y un muertos y quinientos noventa y tres heridos según la versión oficial facilitada en la época, aunque testigos afirmaron que más de un centenar de personas pudieron perecer en el impacto. Dos vagones se incendiaron tras el choque debido al contacto de los mismos con los cables del tendido eléctrico de la línea, que provocó una potente descarga de 5.400 V. La tragedia se cobró también la vida del jefe de estación de Gérgal, el cual se suicidó al conocer lo que había pasado.

## Demografía
Según el Instituto Nacional de Estadística de España, en el año 2023 Las Alcubillas Altas contaba con 36 habitantes censados, lo que representa el 6,04% de la población total del municipio.

### Evolución de la población
| Gráfica de evolución demográfica de Las Alcubillas Altas entre 2013 y 2023 |
|                                                                            |
| Datos según el nomenclátor publicado por el INE.                           |

## Comunicaciones

### Carreteras
Cerca de esta pedanía pasa la autovía A-92, cuya salida 358 se denomina "Las Alcubillas, Aulago, Calar Alto".
La principal vía de comunicación que transcurre por esta localidad es:
| Identificador | Denominación                                    | Itinerario                  |
| ------------- | ----------------------------------------------- | --------------------------- |
| AL-3410       | De la AL-3407 en Las Alcubillas Altas a la A-92 | Las Alcubillas Altas - A-92 |

Algunas distancias entre Las Alcubillas Altas y otras ciudades:
| Ciudades          | Distancia (km) |
| ----------------- | -------------- |
| Alboloduy         | 13             |
| Almería           | 45             |
| Laujar de Andarax | 57             |
| Granada           | 131            |
| Jaén              | 175            |
| Murcia            | 220            |